# Yecla
Yecla é um município da Espanha na província e comunidade autónoma de Múrcia. Tem 607,7 km² de área e em 2021 tinha 35 083 habitantes (densidade: 57,7 hab./km²).

## Demografia
| Variação demográfica do município entre 1991 e 2004 | Variação demográfica do município entre 1991 e 2004 | Variação demográfica do município entre 1991 e 2004 | Variação demográfica do município entre 1991 e 2004 |
| --------------------------------------------------- | --------------------------------------------------- | --------------------------------------------------- | --------------------------------------------------- |
| 1991                                                | 1996                                                | 2001                                                | 2004                                                |
| 27362                                               | 28415                                               | 30824                                               | 32988                                               |